# San Juan de Sabinas
San Juan de Sabinas är en kommun i Mexiko.   Den ligger i delstaten Coahuila, i den centrala delen av landet, 1 000 km norr om huvudstaden Mexico City.
Följande samhällen finns i San Juan de Sabinas:
- Nueva Rosita
- Sauceda del Naranjo
- Rancho Nuevo